# Sadahiro Takahashi
Pour les articles homonymes, voir Takahashi.
Sadahiro Takahashi (高橋 貞洋, Takahashi Sadahiro), né le 7 octobre 1959, est un footballeur japonais.

## Biographie
Takahashi commence sa carrière en 1982 avec le club du Fujita Industries, club de Japan Soccer League. Il dispute un total de 47 matchs en première division avec le club. En 1988, il met un terme à sa carrière de footballeur.
Takahashi participe à la Coupe du monde des moins de 20 ans 1979 qui se déroule aux Japon.